# Mary Sidney
Mary Herbert, Countess of Pembroke (nom de soltera: Sidney; 27 d'octubre de 1561 – 25 de setembre de 1621), va ser una escriptora i patrocinadora de la literatura anglesa.

## Biografia
Mary Sidney nasqué al Tickenhill Palace, Bewdley, dins una família de la noblesa, filla de sir Henry Sidney i Lady Mary Dudley. Mary es va criar principalment al castell de Ludlow; com el seu germà, sir Philip Sidney, va rebre una educació dins el calvinisme.
Mary va ser enviada a Londres per atendre la reina Elizabeth I. Va tenir 4 fills del seu matrimoni amb l'Earl de Pembroke. Un d'ells, William Herbert (1580–1630), pot ser el jove descrit en els sonets de Shakespeare i dos altres fills són l'"incomparable Pair" a qui William Shakespeare dedica el seu First Folio.
Per la seva educació Mary Sidney era capaç de traduir el Triomf de la mort de Petrarca i altres escriptors europeus. Tenia interès per la química i va fer un laboratori a Wilton House, dirigit per un germanastre de Walter Raleigh. Va convertir Wilton en un paradís per als poetes ("paradise for poets") conegut com The Wilton Circle, que incloïa Edmund Spenser, Michael Drayton, sir John Davies i Samuel Daniel. Ella va ser la musa de Samuel Daniel en el seu poema "Delia" (un anagrama per "ideal").
Philip Sidney va escriure gran part de la seva Arcàdia dedicada a ella.